# Lotoria lotoria
Lotoria lotoria is een slakkensoort uit de familie Cymatiidae. De wetenschappelijke naam van de soort werd gepubliceerd in 1758 door Carl Linnaeus als Murex lotorium, in de tiende editie van Systema naturae.